# Emil Hagström
Emil Eugen Napoleon Hagström, född 3 juli 1907 i Nylandsån i Sollefteå socken, död 11 april 1970 i Österskär, var en svensk författare. Han levde några år med ”Klarabohemerna” innan han bildade familj och slog sig ned i Österskär, Roslagen. Han brukar räknas in bland de så kallade proletärförfattarna. 
Hans diktning har oftast motiv från barndomens Ådalen, skildrad i självbiografiska Slingerbultar, utgiven 1953 och Historier från vägarna 1962. Av hans diktsamlingar kan nämnas Den tanklöse spelmannen från 1943 och Kistebrev från 1952. 
Med förord av Stig Sjödin utkom Dikter i urval 1957. 
Tonsättningarna av Emil Hagstöms dikter är många. Erland von Koch, Lars-Erik Larsson, Nils Gadde, Tor Bergner, Rolf Degerman samt Sollefteåsonen Ulf Melander är några av tonsättarna. Många tonsättningarna av Hagströms dikter är gjorda av Thorstein Bergman. Albumet, Visor i Tidlösa med Bergmans insjungningar på skivbolaget Polydor 1971, har bidragit till att Hagströms dikter nått en stor publik. Albumet . . . oss till glädje 1983 innehåller utöver skivan med tonsättningar ett 12-sidigt författarporträtt av skalden.
Balladen om Isak Larsson och andra dikter redigerades av Rune M Lindgren och utkom 1983. Den är ett dikturval, men innehåller också fler biografiska fakta om Hagström.
Emil Hagström är begravd på Österåkers kyrkogård.

## Minnessten
År 1982 invigdes Emil Hagströms minnessten. Den tillkom på initiativ av Bertil Törnqvist, som då var kulturansvarig för ABF i Mellannorrland. Under "Lyrikveckan i Sollefteå", som genomfördes under åren 1981-1990, arrangerades varje år ett minnesprogram till minnet av skalden. Vid minnesprogrammet utdelades en plakett för ”insatser på diktens och visans områden i Emil Hagströms anda..., 20 personer har under åren tilldelats plaketten. Minnesstenen uppfördes på fattigstugutomten i Trästa på den plats där Emil Hagström växte upp. Stenen bekostades av Sollefteå kulturnämnd och reliefen på stenen är utförd av konstnären Jonas Larsson. Texten och val av dikt gjordes av Thorstein Bergman. År 1997, i samband med 90-årsminnet av Emil Hagströms födelse, flyttades stenen till stadsparken i Sollefteå.

## Emil Hagström-sällskapet
Den 29 september 2007 bildades Emil Hagström-sällskapet. 

### Samlingar och urval
- Dikter i urval. Stockholm: LT. 1957. Libris 1512302. https://litteraturbanken.se/f%C3%B6rfattare/Hagstr%C3%B6mE/titlar/DikterIUrval/sida/V/faksimil?om-boken
- Visor i Tidlösa / med träsnitt av Svenolov Ehrén ; förord av Stig Sjödin. FIB:s lyrikklubbs bibliotek, 0425-5232 ; 56. Stockholm: FIB:s Lyrikklubb. 1959. Libris 1221517. https://litteraturbanken.se/f%C3%B6rfattare/Hagstr%C3%B6mE/titlar/VisorITidl%C3%B6sa/sida/3/etext?om-boken
- Balladen om Isak Larsson och andra dikter / urval och efterskrift: Rune M Lindgren ; ill.: Eje Lönn. Bjästa: CeWE-förl. 1983. Libris 7646994. ISBN 9175420821

## Priser och utmärkelser
- 1949 – Boklotteriets stipendiat
- 1957 – Landsbygdens författarstipendium
- 1961 – Tidningen Vi:s litteraturpris
- 1963 – Landsorganisationens kulturstipendium
- 1964 – Ferlinpriset
- 1964 – Boklotteriets stipendiat
- 1967 – Dan Andersson-priset
- 1968 – Litteraturfrämjandets stipendiat